# Esperantist van het jaar
De Esperantist van het jaar (Esperanto: Esperantisto de la Jaro) is een ere-aanduiding elk jaar geschonken door de reactie van het Esperanto-maandblad La Ondo de Esperanto (Nederlands: De golf van Esperanto). De ontvanger wordt geselecteerd door een internationale jury onder leiding van Halina Gorecka, de Russische uitgever van het blad.
De Esperantist van het jaar-onderscheiding werd gemaakt in 1998.

## Prijswinnaars
- 1998: William Auld (1924–2006), een Schotse dichter en vertaler die vooral in het Esperanto schreef
- 1999: Kep Enderby (geboren in 1926 in Dubbo, Australië), voormalige president van de Esperanto-Wereldvereniging (UEA)
- 2000: drie kandidaten ontvingen een gelijk aantal stemmen en deelde de onderscheiding:
Hans Bakker (geboren in 1937 in Nederland)
Maŭro La Torre (1946–2010), een Italiaanse specialist in computationele taalkunde
Jouko Lindstedt (geboren in 1955), een Finse professor in de slavistiek
- 2001: Osmo Buller (geboren in 1950 in Taivalkoski, Finland), voormalige president van de Esperanto-Wereldvereniging (UEA)
In 2001 ontvingen Osmo Buller en Claude Piron een gelijk aantal stemmen, maar volgens de regels van dat jaar werd Buller uitgeroepen tot de winnaar, omdat meer benoemers zijn naam hadden voorgesteld.
- 2002: Michel Duc-Goninaz (geboren in 1933 in Parijs, nu in Aix-en-Provence), voor zijn redactie van een uitgebreid Esperantowoordenboek, de Nova Plena Ilustrita Vortaro de Esperanto (NPIV)
- 2003: Dafydd ab Iago (geboren in 1968 in Abergavenny, Wales, woont nu in Brussel)
- 2004: Helmar Frank (geboren in 1933 in Waiblingen, Duitsland)
- 2005: Povilas Jegorovas (geboren in 1955 in Joniškis, Litouwen) voor zijn activisme in Litouwen ter gelegenheid van het Esperanto-Wereldcongres in Vilnius van dat jaar
- 2006: Bertilo Wennergren (geboren in 1956 in Zweden) voor zijn meesterwerk, de Plena Manlibro de Esperanta Gramatiko, een uitvoerig werk over Esperantogrammatica
- 2007: Peter Zilvar (geboren in 1950), een Duitser die in Herzberg am Harz woont
- 2008: Ilona Koutny (geboren in 1953 in Hongarije) voor haar aanhoudende bekwame en succesvolle begeleiding van de afdeling interlinguïstische studies aan de Adam Mickiewicz-Universiteit in Poznań
- 2009: Aleksander Korĵenkov (Александр Корженков, geboren in 1958), een Rus die woont in Kaliningrad
- 2010: Katalin Kováts (geboren in 1957), een Hongaar die woont in Nederland
- 2011: Dennis Keefe
- 2012: Peter Baláž (geboren in 1979), een Slowaak die woont in Partizánske
- 2013: Mark Fettes (geboren in 1961 in de Verenigde Staten), de president van de Esperanto-Wereldvereniging (UEA)
- 2014: Mireille Grosjean
- 2015: Chuck Smith, oprichter van de Esperantotalige Wikipedia, maker van de Esperantocursus op Duolingo